# Turn Out the Lights
Turn Out the Lights — второй студийный альбом американской певицы Жюльен Бейкер, выпущенный 27 октября 2017 года на лейбле Matador Records. Альбом был записан на Ardent Records, продюсированием альбома занялась сама певица.
Критики положительно отозвались о записи; релиз был включён в несколько списков лучших альбомов 2017 года. Журналист The New York Times Джон Караманика, который положительно отзывался о дебюте Бейкер Sprained Ankle, также включил Turn Out the Lights в свой список лучших альбомов того же года.

## Создание
Предыдущий альбом Бейкер Sprained Ankle занял 23-ю строчку Billboard Heatseekers Albums, благодаря чему певицу подписал лейбл Matador Records. Свой второй альбом певица записала на Ardent Records, расположенной в её родном городе Мемфисе, Теннесси и на которой в своё время записывались Джим Дикинсон и Айзек Хейз. Сведением альбома занимался Крейг Сильвей, который до этого работал с The National, Arcade Fire и Florence + the Machine, за мастеринг отвечал Грег Кальби, дважды номинированный на Грэмми за альбомы Continuum и The Blessed Unrest (позже, в 2019 году, он получил премию за Golden Hour).
Альбом был записан за шесть 12-часовых сессий, в ходе которых Жюльен записала партии для пианино, гитары, органа и вокала. Певица отмечала, что на запись повлиял альбом The Devil and God Are Raging Inside Me группы Brand New (сама группа несколько раз исполняла кавер на «Sprained Ankle» с дебютного альбома Бейкер на своих концертах). Продюсером альбома стала сама певица, по её словам:

Я думаю, что самым захватывающим для меня как продюсера была комфортная и свободная рабочая обстановка. Это дало мне время и свободу для экспериментов со звучанием песен.
Оригинальный текст (англ.)I guess what was most thrilling to me as the producer was having a comfortable space and such a free working environment. It gave me the time and liberty to add and subtract and try out sounds just to see if it served the song.
— 
В записи приняли участие скрипачка Камиль Фолкнер, с которой певица познакомилась во время обучения в Государственном университете Мидл Теннесси, Мэттью Гиллиам, игравший вместе с ней в группе Forrister, и фронтмен американской эмо-группы Sorority Noise. Сама же Бейкер годом ранее приняла участие в записи альбома Stage Four постхардкор-группы Touché Amoré, тем самым сблизившись с американской эмо-сценой.

## Выпуск
17 августа 2017 года Бейкер объявила дату выпуска альбома и опубликовала первый сингл «Appointments». 11 октября был выпущен второй сингл «Turn Out the Lights». На обе песни были сняты клипы, режиссёром обоих видео стала София Пир. Turn Out the Lights был выпущен 27 октября, в этот же день певица дала концерт в The Town Hall в Мидтауне вместимостью 1500 человек.
В августе певица начала тур вместе с Belle & Sebastian, Беном Фолдсом и Half Waif, который продлился до конца 2017 года. В апреле 2018 года Жюльен второй раз посетила Северную Америку, а осенью того же года отправилась в тур по Европе и Великобритании и посетила End of the Road Festival. Камиль Фолкнер, принимавшая участие в записи альбома, также отправилась с Жюльен в тур по США и посетила с ней Tiny Desk Concerts.

## Рецензии
| Совокупная оценка    | Совокупная оценка |
| Источник             | Оценка            |
| -------------------- | ----------------- |
| AnyDecentMusic?      | 8.0/10            |
| Metacritic           | 83/100            |
| Оценки критиков      |                   |
| Источник             | Оценка            |
| The A.V. Club        | A                 |
| Consequence of Sound | A-                |
| Exclaim!             | 9/10              |
| Pitchfork            | 8.6/10            |
| Drowned in Sound     | 8/10              |
| Clash                | 7/10              |
| AllMusic             | [ 28 ]            |
| The Guardian         | [ 29 ]            |
| The Skinny           | [ 30 ]            |

Альбом был положительно принят критиками. На агрегаторах Metacritic и AnyDecentMusic? альбом получил совокупные оценки 83/100 и 8.0/10 соответственно.
Обозревать The A.V. Club Кайл Райан дал Turn Out the Lights максимальную оценку. В своём обзоре он назвал его «душераздирающим» и оценил присутствие на альбоме пианино, струнных и духовых инструментов в дополнение к привычной для певицы гитаре. Он также отметил, что почти в каждой песне присутствуют «убойные» фразы, а песню «Happy to Be Here» сравнил с «Roller Queen» группы Jimmy Eat World. Дэвид Сакллах с сайта Consequence of Sound отметил творческий рост певицы по сравнению с Sprained Ankle. Также обозреватель обратил внимание, что добавление новых инструментов позволило певице раскрыть новые грани её голоса и создать потрясающую комбинацию музыкального сопровождения и вокала. Сара Мёрфи из Exclaim!  писала, что тексты Бейкер остаются нарочито необработанными и полными отчаяния, «как мирского, так и экзистенциального». В заключение она назвала «исключительным и потрясающим» талант певицы искренне передавать свои душевные переживания. Саша Геффен из Pitchfork в своём обзоре отметила тематическое разнообразие песен: по её словам, теперь в них она обращается как к Богу, так и к партнёру, и к другу, при этом единственный человек, с которым она борется — это она сама. Рецензент Drowned in Sound, Мэтью Нил, охарактеризовал запись как сборник «чистых, лишенных иронии» баллад. При этом, на его взгляд, Жюльен своими выступлениями и альбомом «безошибочно и точно» берёт слушателя за душу. Марси Донельсон из AllMusic отмечал, что альбом схож с предыдущим альбомом певицы, Sprained Ankle, отсутствием перкуссии, акцентированными текстами и чистыми эмоциями, в то время как искреннее содержание и сильный голос, подчеркнутый приглушенной гитарой, позволяет слушателю ощутить, насколько вырос её уровень по сравнению с дебютником.
Рори Марчам из журнала Clash писал, что с помощью Sprained Ankle Жюльен Бейкер сделала себе имя в инди-фолк кругах. По его мнению, Turn Out the Lights содержит типичное для певицы звучание: в качестве примера он приводил песню «Appointments», которую описал как «личную» фолк-балладу. Тем не менее он отмечал, что в какой-то момент после начала прослушивания альбом начинает казаться слишком упрощённым и даже утомительным. Обозреватель Дэйв Симпсон из The Guardian хвалил «чистый, как кристал» голос Жюльен, но отметил, что структура песен, по которой он сравнил певицу с Snow Patrol, может звучать шаблонно. В завершение он добавил, что из-за тяготеющего к мейнстриму продакшена часть «волшебной хрупкости» записи начинает теряться. Стивен Бутчард из The Skinny охарактеризовал альбом как отражение мрачного прошлого певицы, но отметил, что во время прослушивания пластинка быстро становится эмоционально «неуютной», и «грустные песни № 13—23» тяжело отличить друг от друга (сама певица во время выступления в шутку назвала ещё не вышедшую песню «Funeral Pyre» «грустной песней № 11»).
Музыкальный блог Stereogum и сайт Consequence of Sound поставили альбом на 13 позицию в списке 50 лучших альбомов 2017 года. В аналогичном рейтинге Pitchfork поставили запись на 18 место, а в списке лучших рок-альбомов расположили Turn Out the Lights на четвёртое место. Журнал Paste включил запись в подборку лучших альбомов октября. Редакторы The New York Times Джон Караманика и Джон Парелес также добавили Turn Out the Lights в свои списки лучших альбомов того же года.

## Список композиций
| №                   | Название                       | Длительность |
| ------------------- | ------------------------------ | ------------ |
| 1.                  | «Over»                         | 1:28         |
| 2.                  | «Appointments»                 | 4:33         |
| 3.                  | «Turn Out the Lights»          | 3:23         |
| 4.                  | «Shadowboxing»                 | 3:53         |
| 5.                  | «Sour Breath»                  | 3:04         |
| 6.                  | «Televangelist»                | 4:52         |
| 7.                  | «Everything to Help You Sleep» | 4:21         |
| 8.                  | «Happy to Be Here»             | 4:16         |
| 9.                  | «Hurt Less»                    | 3:59         |
| 10.                 | «Even»                         | 3:33         |
| 11.                 | «Claws in Your Back»           | 4:38         |
| Общая длительность: | Общая длительность:            | 42:00        |

## Чарты
| Чарт (2018)                            | Высшая позиция |
| -------------------------------------- | -------------- |
| США (Billboard 200)                    | 78             |
| США (Billboard Top Alternative Albums) | 9              |
| США (Billboard Folk Albums)            | 3              |
| США (Billboard Top Rock Albums)        | 12             |
| США (Billboard Independent Albums)     | 9              |

## Участники записи
Данные взяты с AllMusic, если не указано иное.

| - Жюльен Бейкер — пианино, гитара, орган, вокал, композитор, продюсер, иллюстрации - Кэмерон Буше (Sorority Noise) — кларнет, саксофон, звукоинженер - Камиль Фолкнер — скрипка - Мэттью Гиллиам — вокал | - Крейг Сильвей — сведение - Кэлвин Лаубер — звукоинженер - Алан Уэзерхед — звукоинженер - Грег Кальби — мастеринг | - Нолан Найт — фотография - Райан Радо — обложка - Майк Циммерман — оформление, разметка |